# Albert Räber
Albert Räber (* 23. August 1901 in Merenschwand; † 30. Januar 1990 in Baden, katholisch, heimatberechtigt in Benzenschwil, seit 1971 in Baden) war ein Schweizer Politiker (SP).

## Biografie
Räber wurde am 23. August 1901 als Sohn des Landwirts Alfred Räber und der Anna Maria geborene Leuthard in Merenschwand geboren. In den Jahren 1919 bis 1923 besuchte Räber das Lehrerseminar in Wettingen. Nach Abschluss seiner Ausbildung unterrichtete er bis 1964 in Boswil, Buchs  und Baden. 1975 wurde Räber zum Ehrenbürger von Baden ernannt. Albert Räber, der unverheiratet blieb, verstarb am 30. Januar 1990 im 89. Lebensjahr in Baden.

## Politisches Wirken
Räber entschied sich 1933, nach einer Veranstaltung der Frontisten in Baden, der SP beizutreten. In den Jahren 1936 bis 1972 war Räber Mitglied der Budget- und Rechnungskommission Baden, die er ab 1948 präsidierte. Von 1945 bis 1981 gehörte er dem Aargauer Grossen Rat an, dem er von 1962 bis 1963 als Präsident vorstand. Auf Gemeindeebene war er von 1972 bis 1979 im Einwohnerrat von Baden vertreten. 1948 war Räber Kandidat der SP für die Ersatzwahl in den Stadtrat nach dem Tod von Karl Killer. Nach einem harten Wahlkampf machte jedoch Max Müller das Rennen.
Räber setzte sich für Benachteiligte aller sozialer Schichten ein, insbesondere aber für Jugendliche.

## Weblink
- Publikationen von und über Albert Räber im Katalog Helveticat der Schweizerischen Nationalbibliothek

| Personendaten    | Personendaten            |
| ---------------- | ------------------------ |
| NAME             | Räber, Albert            |
| KURZBESCHREIBUNG | Schweizer Politiker (SP) |
| GEBURTSDATUM     | 23. August 1901          |
| GEBURTSORT       | Merenschwand             |
| STERBEDATUM      | 30. Januar 1990          |
| STERBEORT        | Baden                    |